# Parroquia de West Feliciana

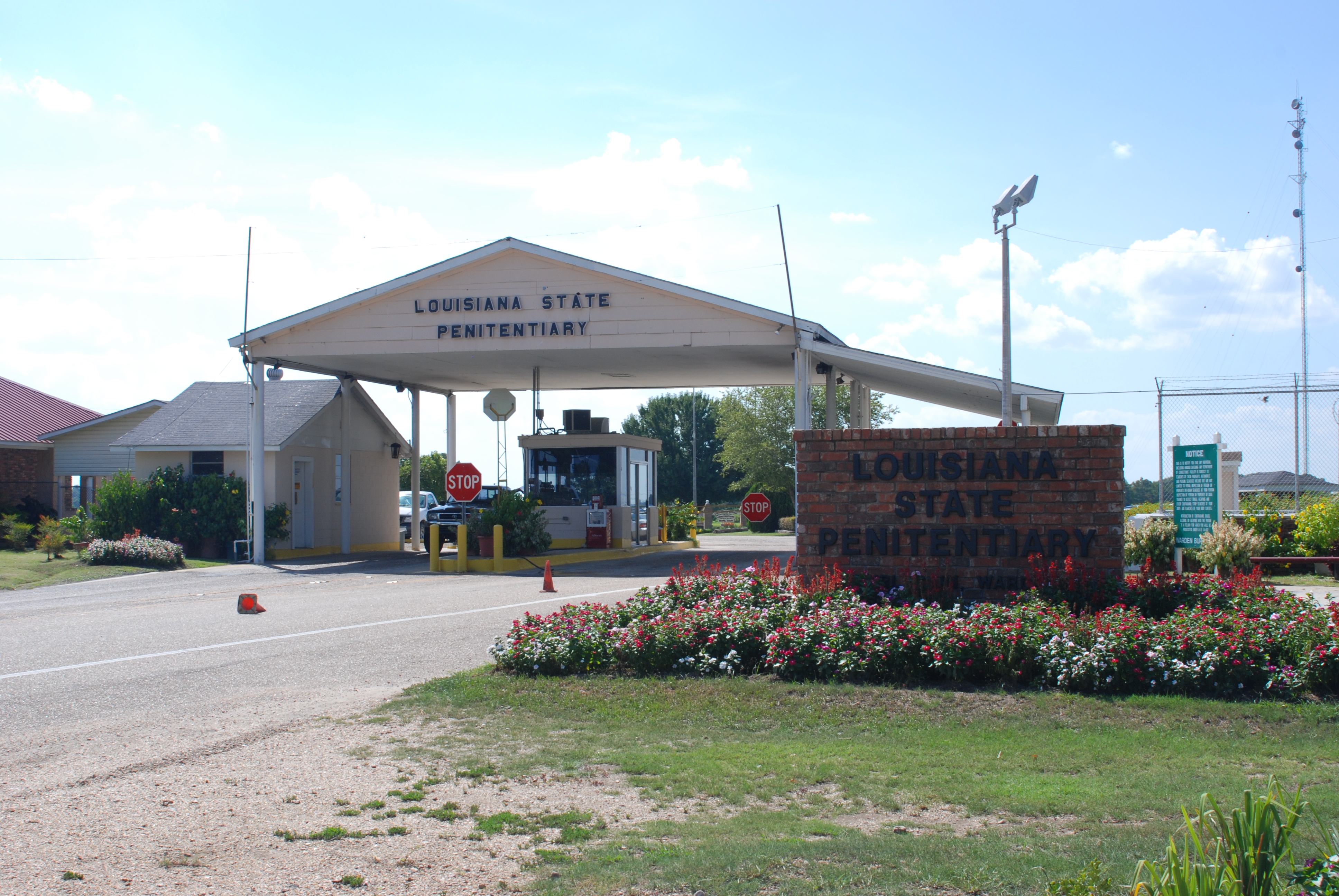
Louisiana State Penitentiary

La parroquia de West Feliciana (en inglés: West Feliciana Parish), fundada en 1824, es una de las 64 parroquias del estado estadounidense de Luisiana. En el año 2000 tenía una población de 15.111 habitantes con una densidad poblacional de 14 personas por km². La sede de la parroquia es St. Francisville.

## Geografía
Según la Oficina del Censo, la parroquia tiene un área total de 1103 km² (425,9 mi²), de la cual 1052 km² (406,2 mi²) es tierra y 52 km² (20,1 mi²) (4.70%) es agua.

### Parroquias y condados adyacentes
- Condado de Wilkinson (Misisipi) - norte
- Parroquia de East Feliciana - este
- Parroquia de East Baton Rouge - sur
- Parroquia de West Baton Rouge - sur
- Parroquia de Pointe Coupee - suroeste
- Parroquia de Avoyelles - noroeste
- Parroquia de Concordia - noroeste

## Carreteras
- U.S. Highway 61
- Carretera Estatal de Luisiana 10
- Carretera Estatal de Luisiana 66

## Demografía
En el 2000 la renta per cápita promedia de la parroquia era de $39,667, y el ingreso promedio para una familia era de $47,239. En 2000 los hombres tenían un ingreso per cápita de $35,046 versus $21,922 para las mujeres. El ingreso per cápita para la parroquia era de $16,201. Alrededor del 19.90% de la población estaba bajo el umbral de pobreza nacional.

## Gobierno
El Louisiana Department of Public Safety & Corrections gestiona la Louisiana State Penitentiary (Angola) en la parroquia.

## Comunidades
- St. Francisville (ciudad)
- Wakefield (comunidad no incorporada)
- Angola (Louisiana State Penitentiary, comunidad no incorporada)